# Isabel Ribas
Isabel Ribas   (Manresa, 1959 - Barcelona, desembre 1983) va ser una coreògrafa i intèrpret catalana. Membre fundadora d'Heura, grup que consolida la recerca en la pràctica coreogràfica a Catalunya durant la Transició democràtica, Ribas també va ser ballarina del Wuppertal Tanz Theatre. Treballà al Wuppertal durant un període en què Pina Bausch va establir l'estètica, la temàtica i el procés de creació de la seva dansa-teatre (1977-85). Ribas va participar en la creació de Keuschheitslegende (1979), 1980-a piece by Pina Bausch (1980) i Bandoenon (1980). Ella i Nazareth Panadero són les dues primeres ballarines espanyoles d'aquesta companyia emblemàtica.

## Biografia
Als tretze anys es traslladà a Barcelona per formar-se professionalment amb Joan Magriñà i Jordi Ventura. Ingressà a l'Institut del Teatre, on s'especialitzà en dansa contemporània. Ribas va ampliar els coneixements de dansa clàssica, moderna i jazz en cursos d'estiu, com en un stage a l'escola de Rosella Hightower o els cursos que organitzava Anna Maleras. Va fer els primers passos sobre els escenaris de la mà de Ramon Solé el 1975 amb el Ballet Contemporani de Barcelona. Ballà al Ballet del Gran Teatre del Liceu les temporades de 1976-1977 i 1977-1978 i també participà en les funcions del Ballet Teatre de Barcelona, que dirigia Klara Kmito.
El 1978, amb unes companyes de l'Institut del Teatre, fundà Heura Dansa Contemporània, col·lectiu amb el qual creà peces com Laberint (1979) i Com et dius nena?, i hi participà com a intèrpret en peces concebudes per altres ballarines. Audicionà per al Wuppertal Tanz Theatre, dirigit per Pina Bausch, on fou admesa, i s'instal·là a la ciutat Alemanya a finals del 1979. Amb aquesta companyia actuà en diverses gires. Quan se li va diagnosticar un càncer limfàtic el 1983 tornà a Catalunya. Morí a vint-i-quatre anys, abans que la seva última coreografia, Le ciel est noir, s'estrenés al Teatre Condal, interpretada pel grup Heura el gener del 1984.